# سانتا كاتارينا
سانتا كاتارينا (بالبرتغالية: Santa Catarina‏) وسميت على كاترينا الإسكندرانية، هي ولاية في جنوب البرازيل. وفقا لمؤشر الرفاه الاقتصادي المحتسب بين عامي 2002 و 2008، كانت سانتا كاتارينا صاحبة أعلى مؤشر رفاه اقتصادي بين ولايات البرازيل. عاصمتها فلوريانوبوليس، ويقع أغلبها على جزيرة سانتا كاتارينا أما مدينة جوينفيل هي أكبر مدينة الولاية. الولايات المجاورة هي ريو غراندي دو سول في الجنوب وبارانا إلى الشمال. ويحدها من الشرق المحيط الأطلسي، ومن الغرب محافظة ميسيونس في الأرجنتين.
الشواطئ على طول ساحل سانتا كاتارينا هي مصدر جذب للسياح الذين يزورون أصغر ولاية في منطقة الجنوب. العاصمة فلوريانوبوليس هي صاحبة أعلى مؤشر تنمية بشرية بين المدن البرازيلية وتتلقى معظم السياح الأجانب، وخاصة من أوروبا والأرجنتين. منطقة الجبال، خصوصا مناطق باولو جواكيم وأوروبيما، هي نصدر جذب في فصل الشتاء بسبب درجات الحرارة المنخفضة وتساقط الثلوج.
يشكل الناس من أصول ألمانية ونمساوية أكبر مجموعة عرقية بين سكان سانتا كاتارينا، بحوالي 50٪ من السكان – وما زال جزء كبير منهم يتحدث اللغة الألمانية. ومدينة بلوميناو، في دواخل سانتا كاتارينا، هي مسرح أحد أكبر الأحداث التي تجري في المنطقة الجنوبية من البلاد والذي أتى من الثقافة الألمانية: مهرجان أكتوبر من بلوميناو، وهو مهرجان بيرة تقليدي نشأ من ألمانيا ويقام في أكتوبر. سانتا كاتارينا هي إحدى الولايات البرازيلية القليلة التي تم توطينها ببرنامج استيطانية من المستعمرين القادمين من أغلب الدول الأوروبية. ويظهر تراثهم في الهندسة المعمارية والعادات والتقاليد لسكان الولاية.
تعتبر المؤشرات الاجتماعية للولاية هي الأفضل في أمريكا اللاتينية،  إلى جانب كونها الولاية البرازيلية ذات أعلى مستويات الدخل والتعليم، والصحة العامة، وإحدى أدنى معدلات الأمية. تفتخر سانتا كاتارينا أعلى متوسط أعمار المتوقع في البرازيل وأدنى معدلات جرائم القتل بالإضافة إلى انخفاض مستويات الفساد. وتعتبر مدن الولاية أيضا من أكثر المدن ملائمة للعيش في البلاد، وتتمتع بسمعة بأنها «نظيفة وآمنة ومنظمة».

## تاريخ
اكتشفت الولاية بنفس الفترة التي اكتشفت فيها البرازيل ومر بها العديد من البحارين من جنسيات مختلفة واستولى الفرنسي (Binot Paulmier de Gonneville) عليها لمدة ستة أشهر، وفي 1504 وصل المكتشفين البرتغاليين إلى أول جزيرة لقبت بجزيرة باتوس (جزيرة سانتا كاتارينا الحالية) واستولى عليها البرتغاليون في 1514 ليأتي من بعدهم الأسبان ومن ثم البرتغاليين مرة ثانية.